# Atheists and Believers
Atheists and Believers é o terceiro álbum de estúdio do grupo de rock britânico The Mute Gods. Saiu em 22 de março de 2019.

## Idealização
Para o vocalista da banda, Nick Beggs, "a mensagem-chave é que nós, agora, empoderamos pessoas estúpidas, relevando especialistas e engajados no âmbito, pois a verdade não é mais atraente". Ainda, declara que "deve-se alterar a lógica, ou, como espécie, nós morreremos".
Perscrutando trechos da obra integral, Nick alegou que a terceira faixa, "Knucklehead", concerne a "uma música para a humanidade, pois todos nós somos idiotas (português: knucklehead cabeça-dura, estúpido). No que tange a "Envy the Dead", atinente à quarta trilha do material, Beggs alterca: "muitas pessoas prefeririam morrer a encarar o mundo. Esta música parte dessa perspectiva".
Sobre outras faixas, tais como "Iridium Heart" e "Twisted World Godless Universe", Beggs afirmou que, respectivamente, 
"deveria imitar a fanfarra de abertura das Olimpíadas de Berlim, um arauto que marca a chegada de uma nova estrutura social, na qual os nazistas são tolerados e competem pelo ouro em um mundo fora de sintonia com o plausível", e que "representa a batalha entre a luz e a escuridão na alma de um homem. Como em minhas próprias batalhas com fé e descrença, senti a necessidade de mostrar esses lados opostos".

## Faixas
Todas as trilhas compostas pelo conglomerado e escritas por Nicholas Beggs.
| N.º            | Título                            | Duração |  |
| 1.             | "Atheists and Believers"          | 4:10    |  |
| 2.             | "One Day"                         | 6:35    |  |
| 3.             | "Knucklehead"                     | 6:48    |  |
| 4.             | "Envy The Dead"                   | 5:41    |  |
| 5.             | "Sonic Boom"                      | 4:48    |  |
| 6.             | "Old Men"                         | 3:45    |  |
| 7.             | "The House Where Love Once Lived" | 4:54    |  |
| 8.             | "Iridium Heart"                   | 6:07    |  |
| 9.             | "Twisted World Godless Universe"  | 8:33    |  |
| 10.            | "I Think of You"                  | 6:03    |  |
| Duração total: | Duração total:                    | 57:26   |  |